# Тре Фйорі
Тре Фйорі (Фйорентіно) — сан-маринський футбольний клуб з міста Фйорентіно, заснований у 1949. У цей час виступає у чемпіонаті Сан-Марино. Один із провідних клубів Сан-Марино.
Основні кольори клубу жовто-сині. Домашні матчі проводить на стадіоні Фйорентіно, який вміщує 700 глядацьких місць.

## Досягнення
- Чемпіон Сан-Марино: 7
  - 1988, 1993, 1994, 1995, 2009, 2010, 2011

- Володар Кубка Сан-Марино: 8
  - 1966, 1971, 1974, 1975, 1985, 2010, 2019, 2022

- Володар Суперкубка Сан-Марино: 6
  - 1991, 1993, 2010, 2011, 2019, 2022

## Відомі футболісти
- Федеріко Крешентіні